# Matumbi (Madaba)
Matumbi ist ein Verwaltungsbezirk (Ward) des Distrikts Madaba in der tansanischen Region Ruvuma.

## Geografie
Matumbi liegt im Südwesten von Tansania etwa 120 Kilometer Luftlinie nördlich der Regionshauptstadt Songea. Der Bezirk grenzt im Nordwesten an Mfriga des Distrikts Njombe, im Norden und Osten an die Region Morogoro, im Süden an Mkongotema und im Südwesten an Wino. Bei der Volkszählung 2022 lebten 2474 Menschen in 503 Haushalten auf einer Fläche von 2075 Quadratkilometern. Damit ist der Bezirk der am dünnsten besiedelte in der Umgebung.

## Gliederung
Der Bezirk besteht aus einer Gemeinde (Mtaa) mit sieben Orten (Kitongoji):
| Ifinga - Kisiwani - Majengo - Luhuji - Miembeni - Mwesa - Zambia - Kairo |

## Infrastruktur
- Bildung: Die Ifinga Secondary School ist eine staatliche weiterführende Schule. Sie bietet eine Ausbildung bis zur 4. Stufe für Tagesschüler und Internatsschüler an.[8]
- Gesundheit: In Ifinga gibt es eine von der römisch-katholischen Kirche geführte Apotheke.[9]

## Sonstiges
Der Maji-Maji-Aufstand gegen die deutsche Kolonialmacht nahm in den Matumbi-Bergen seinen Ausgang.